# Sun Red Sun
Sun Red Sun fue una banda estadounidense de heavy metal activa de 1992 hasta 1993. Contó entre sus filas a los reconocidos músicos Ray Gillen y Bobby Rondinelli.

## Historia
El grupo fue formado por Al B. Romano después de dejar la agrupación de Joey Belladonna, vocalista de Anthrax. Sun Red Sun estaba formado por el mencionado Romano en guitarras, el vocalista Ray Gillen (Black Sabbath, Badlands), el bajista Mike Starr (Alice in Chains), y Bobby Rondinelli (Rainbow, Blue Öyster Cult) en la batería. Gillen nombró a la agrupación inspirado en una canción de su anterior banda Badlands.
Tras la muerte de Gillen en 1993, la banda se separó poco tiempo después. La agrupación sólo grabó un disco.

## Músicos
- Ray Gillen – Voz (pistas 1, 2, 3, 4 y 11)
- Al B. Romano – guitarra, voz (pistas 6 y 9)
- Mike Starr – bajo
- Bobby Rondinelli – Batería
- John West - Voz (pistas 7 y 8)

## Discografía
Sun Red Sun (1995)
| N.º   | Título                                                             | Duración |  |
| 1.    | «I Know a Place»                                                   | 4:21     |  |
| 2.    | «Hard Life»                                                        | 3:21     |  |
| 3.    | «Outrageous»                                                       | 3:13     |  |
| 4.    | «Lock Me Up»                                                       | 3:26     |  |
| 5.    | «Final Curtain» (Instrumental)                                     | 3:58     |  |
| 6.    | «Responsible»                                                      | 2:58     |  |
| 7.    | «Deadly Nightshade»                                                | 4:54     |  |
| 8.    | «Big Misunderstanding»                                             | 3:29     |  |
| 9.    | «Intoxication»                                                     | 2:16     |  |
| 10.   | «How Do You Like Those? (Four King Bananas Missus)» (Instrumental) | 1:07     |  |
| 11.   | «Outrageous» (Alternative Version)                                 | 3:28     |  |
| 36:31 |                                                                    |          |  |